# Percy W. Clarkson
Percy William Clarkson (* 9. Dezember 1893 in San Antonio, Bexar County, Texas; † 14. September 1962 in Fort Sam Houston, Texas) war ein Generalmajor der United States Army. Er war unter anderem Kommandeur mehrerer Infanteriedivisionen.
Clarkson war ein Sohn von William Banton Clarkson und dessen Frau Alice Ann Peaples. Er besuchte die öffentlichen Schulen seiner Heimat und studierte danach bis 1915 am Texas A&M College unter anderem das Fach Elektrizität.
Im Jahr 1916 gelangte er als Leutnant in das Offizierskorps des US-Heeres. In der Armee durchlief er anschließend alle Offiziersränge vom Leutnant bis zum Zwei-Sterne-General.
Im Lauf seiner militärischen Karriere absolvierte Percy Clarkson verschiedene Kurse und Schulungen. Dazu gehörten unter anderem die Signal School, der Company Officers Course, der Company Officers Advanced Course, der Infantry School Advanced Course, die Chemical Warfare School, das Command and General Staff College und das United States Army War College.
Während des Ersten Weltkriegs gehörte er dem Stab der 26. Infanteriedivision an. Diese war seit September 1917 als Teil der American Expeditionary Forces in Frankreich im Kriegseinsatz und nahm in der Folge an mehreren Schlachten teil.
Nach dem Krieg setze Clarkson seine Offizierslaufbahn fort. Er absolvierte den für Offiziere in den entsprechenden Rangstufen üblichen Dienst in unterschiedlichen Einheiten und Standorten. Dazu gehörten auch Aufgaben als Stabsoffizier in verschiedenen Hauptquartieren. Zwischenzeitlich besuchte er die oben erwähnten Schulen. In den Jahren 1928 bis 1933 war er Dozent für Elektrotechnik und Chemie an der United States Military Academy in West Point. In den Jahren 1940 und 1941 gehörte er dem Stab des Kriegsministeriums in Washington, D.C. an.
Anschließend war er bis 1942 Stabschef bei der 36. Infanteriedivision, die zur Texas National Guard gehörte. In diese Zeit fiel der amerikanische Eintritt in den Zweiten Weltkrieg. Nach einigen Monaten als Stabsoffizier bei der 91. Infanteriedivision in Camp White in Oregon wurde Clarkson noch im Jahr 1942 mit dem Kommando über die 87. Infanteriedivision betraut. Diesen Oberbefehl hatte er zwischen Dezember 1942 und Oktober 1943 inne. Diese Division war gerade erst reaktiviert worden und blieb während der gesamten Amtszeit von Clarkson als Kommandeur in den Vereinigten Staaten, wo sie auf einen Kriegseinsatz vorbereitet wurde. Als sie im Jahr 1944 auf dem europäischen Kriegsschauplatz eingesetzt wurde, war Clarkson nicht mehr deren Kommandeur.
Im Oktober 1943 erhielt Percy Clarkson das Kommando über die 33. Infanteriedivision, die zur Illinois National Guard gehörte. Diese Division war auf dem asiatischen Kriegsschauplatz eingesetzt und war unter anderem an der Rückeroberung der Philippinen beteiligt. Clarkson behielt dieses Kommando bis zum November 1945.
Nach seiner Zeit als Divisionskommandeur erhielt er im November 1945 den Oberbefehl über das X. Korps, den er bis Ende Januar 1946 innehatte. Das Korps gehörte zu den Besatzungstruppen in Japan und wurde im weiteren Verlauf des Jahres 1946 vorübergehend deaktiviert. Nach einer zwischenzeitlich anderen Verwendung kommandierte Clarkson zwischen 1947 und 1950 die 3. Infanteriedivision. Danach wurde er stellvertretender Kommandeur der damaligen US Army Pacific, einer Vorgängerorganisation der heutigen United States Army Pacific. Diesen Posten bekleidete er in den Jahren 1950 bis 1953 und war damit auch indirekt in den Koreakrieg verwickelt. Im Jahr 1953 schied Percy Clarkson aus dem aktiven Militärdienst aus.
Der mit Lucy Kent Chappell (1897–1966) verheiratete Offizier starb am 14. September 1962 im Brooke Army Medical Center in Fort Sam Houston und wurde auf dem dortigen Fort Sam Houston National Cemetery beigesetzt.

## Orden und Auszeichnungen
Percy Clarkson erhielt im Lauf seiner militärischen Laufbahn unter anderem folgende Auszeichnungen:
- Army Distinguished Service Medal
- Silver Star
- Legion of Merit
- Bronze Star Medal
- Air Medal